# Astrid Birkhahn

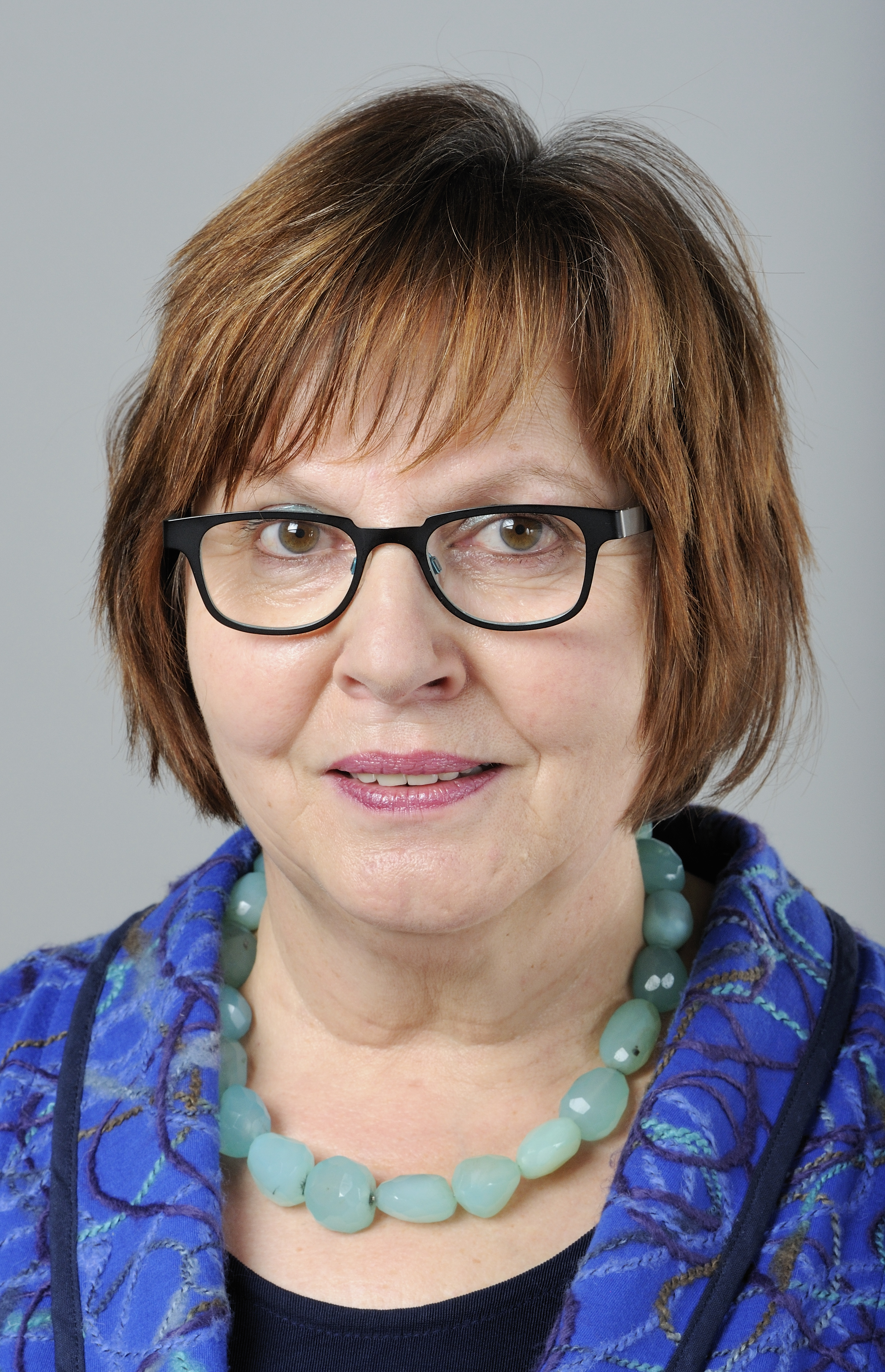
Astrid Birkhahn (2013)

Astrid Margarete Elisabeth Birkhahn (* 27. März 1952 im Landkreis Osnabrück) ist eine deutsche Politikerin (CDU). Sie ist seit 1971 verheiratet und hat zwei Kinder.

## Ausbildung und Arbeit
Astrid Birkhahn besuchte ab 1958 die Grundschule in Freudenstadt/Schwarzwald und legte 1970 das Abitur in Münster ab. Von 1970 bis 1973 studierte sie an der Universität Münster auf Lehramt in den Fächern Englisch, Musik und Deutsch. Das Studium beendete sie mit der Ersten Staatsprüfung 1973 und -nach dem Referendariat in Münster- 1975 mit der Zweiten Staatsprüfung.
Von 1975 bis 1995 war sie Lehrerin an der Hauptschule Everswinkel. 1983 bis 1995 wirkte sie als Ausbilderin, 1995 bis 2004 als stellvertretende Leiterin und seit 2004 Direktorin am Studienseminar Münster I.

## Politik
Astrid Birkhahn trat 1992 der CDU bei und war in ihrer Partei in verschiedenen Vorstandsämtern aktiv. So war sie Beisitzerin im Ortsvorstand Everswinkel, 1997 bis 2001 Beisitzerin im Kreisvorstand und seit 2001 stellvertretende Kreisvorsitzende. Daneben ist sie auch als Beisitzerin im Kreisvorstand der Frauenunion tätig.
Kommunalpolitisch nimmt sie seit 1994 als Mitglied im Rat der Gemeinde Everswinkel und als Mitglied im Kreistag Warendorf Mandate wahr. Im Kreistag ist sie seit 1999 stellvertretende Fraktionsvorsitzende.
Bei der Landtagswahl 2010 zog sie am 9. Mai in den Landtag von Nordrhein-Westfalen ein. Sie wurde im Landtagswahlkreis Warendorf I direkt gewählt. Bei der Landtagswahl 2012 gelang Birkhahn der Wiedereinzug in den Landtag. Zur Landtagswahl 2017 trat sie nicht wieder an.